# Golobinjek, Mirna Peč
Golobinjek este o localitate din comuna Mirna Peč, Slovenia, cu o populație de 56 de locuitori.